# Victa Aircruiser
Le Victa Aircruiser est un avion quadriplace de voyage australien.
Alors que débutait la production de l’Airtourer, Victa demanda au Dr Millicer d’en extrapoler une version quadriplace. Malgré une apparence similaire, l’Aircruiser était une machine sensiblement plus évoluée que l’Airtourer avec un spacieux cockpit quadriplace accessible au moyen de portes. Le prototype Aircruiser 210 effectua son premier vol le 17 juillet 1966 avec un moteur Continental IO-360D de 210 ch et obtint rapidement une certification australienne équivalente à la norme FAR Part 23. L’appareil semblait un rival de poids face à l’invasion des quadriplaces américains, mais Victa abandonna la construction d’avions légers début 1967. En décembre 1969 les droits furent cédés, comme pour l'Airtourer, à la société néo-zélandaise Aero Engine Services Ltd. AESL ne devait pas produire en série l’Aircruiser, mais utiliser l’appareil pour développer un nouvel avion, le CT/4 Airtrainer. 
En 1994 une étude de marché révéla qu’il existait en Australie un besoin pour une nouvelle famille d’avions légers biplaces et quadriplaces. Une association fut constituée pour racheter les droits sur l’Aircruiser et Millicer Aircraft Industries fut constituée pour développer une version modernisée de l’Aircruiser. Désigné initialement M-9-200 Shrike, cet appareil devait recevoir un moteur à injection IO-360, un GPS et de nouvelles roues freinées, les premières livraisons étant annoncées pour l’été 1997. Une version à train escamotable était même envisagée et en 1998 le futur appareil fut rebaptisé AirCruiser. Mais la décision de relancer en priorité la production de l’Airtourer, puis la cessation d’activité de Millicer Aircraft Industries fin 2000 ne permirent pas la construction d’un prototype (l’unique Victa Aircruiser modifié).  